# Liliești, Prahova
Liliești (mai vechi, Gura Cumetrei) este o localitate componentă a orașului Băicoi din județul Prahova, Muntenia, România.
Așezarea este atestată documentar în 1599.